# Giải Albert Lasker cho nghiên cứu Y học cơ bản
Giải Albert Lasker cho nghiên cứu Y học cơ bản (tiếng Anh: Albert Lasker Award for Basic Medical Research) là một trong 4 giải thưởng do Quỹ Lasker trao hàng năm cho việc nghiên cứu Y học cơ bản gồm sự hiểu thấu đáo, sự chẩn đoán, sự phòng ngừa và việc chữa lành bệnh. Giải này thường được coi là một giải tiên báo cho giải Nobel Sinh lý và Y khoa sẽ đến sau. Khoảng 50% người đoạt giải này đã đoạt tiếp giải Nobel nói trên.

## Danh sách các người đoạt giải Albert Lasker cho nghiên cứu Y học cơ bản
- 1946 Carl Ferdinand Cori
- 1947 Oswald T. Avery, Thomas Francis, Jr., Homer Smith
- 1948 Vincent du Vigneaud, Selman Waksman, René J. Dubos
- 1949 André Frédéric Cournand, William S. Tillett, L. Royal Christensen
- 1950 George Wells Beadle
- 1951 Karl F. Meyer
- 1952 Sir Frank Macfarlane Burnet
- 1953 Hans Adolf Krebs, Michael Heidelberger, George Wald
- 1954 Edwin B. Astwood, John Franklin Enders, Albert Szent-Györgyi
- 1955 Karl Paul Link, Carl J. Wiggers
- 1956 Karl Meyer, Francis O. Schmitt
- 1957 Isaac Starr
- 1958 Francis Peyton Rous, Theodore Puck, Alfred Hershey, Gerhard Schramm, Heinz Fraenkel-Conrat, Irvine Page
- 1959 Albert Coons, Jules Freund
- 1960 M.H.F. Wilkins, Francis Crick, James D. Watson, James V. Neel, L.S. Penrose, Ernst Ruska, James Hillier
- 1962 Choh H. Li
- 1963 Lyman C. Craig
- 1964 Renato Dulbecco, Harry Rubin
- 1965 Robert W. Holley
- 1966 George E. Palade
- 1967 Bernard B. Brodie
- 1968 Marshall W. Nirenberg, H. Gobind Khorana, William F. Windle
- 1969 Bruce Merrifield
- 1970 Earl W. Sutherland
- 1971 Seymour Benzer, Sydney Brenner, Charles Yanofsky
- 1974 Ludwik Gross, Howard E. Skipper, Sol Spiegelman, Howard Martin Temin
- 1975 Roger Guillemin, Andrew Schally, Frank J. Dixon, Henry G. Kunkel
- 1976 Rosalyn Sussman Yalow
- 1977 Sune Bergström, Bengt I. Samuelsson, John Robert Vane
- 1978 Hans W. Kosterlitz, John Hughes, Solomon H. Snyder
- 1979 Walter Gilbert, Frederick Sanger, Roger Wolcott Sperry
- 1980 Paul Berg, Herbert W. Boyer, Stanley N. Cohen, A. Dale Kaiser
- 1981 Barbara McClintock
- 1982 J. Michael Bishop, Raymond L. Erikson, Hidesaburo Hanafusa, Harold E. Varmus, Robert C. Gallo
- 1983 Eric R. Kandel, Vernon B. Mountcastle
- 1984 Michael Potter, Georges J.F. Köhler, César Milstein
- 1985 Michael Stuart Brown, Joseph L. Goldstein
- 1986 Rita Levi-Montalcini, Stanley Cohen
- 1987 Leroy Hood, Philip Leder, Susumu Tonegawa
- 1988 Thomas Cech, Phillip A. Sharp
- 1989 Michael J. Berridge, Alfred G. Gilman, Edwin G. Krebs, Yasutomi Nishizuka
- 1991 Edward B. Lewis, Christiane Nüsslein-Volhard
- 1993 Günter Blobel
- 1994 Stanley B. Prusiner
- 1995 Peter C. Doherty, Jack L. Strominger, Emil R. Unanue, Don C. Wiley, Rolf M. Zinkernagel
- 1996 Robert F. Furchgott, Ferid Murad
- 1997 Mark S. Ptashne
- 1998 Leland H. Hartwell, Yoshio Masui, Paul Nurse
- 1999 Clay Armstrong, Bertil Hille, Roderick MacKinnon
- 2000 Aaron Ciechanover, Avram Hershko, Alexander Varshavsky
- 2001 Mario Capecchi, Martin Evans, Oliver Smithies
- 2002 James E. Rothman, Randy W. Schekman
- 2003 Robert G. Roeder
- 2004 Pierre Chambon, Ronald M. Evans, Elwood V. Jensen
- 2005 Ernest McCulloch, James Till
- 2006 Elizabeth Blackburn, Carol Greider, Jack Szostak
- 2007 Ralph M. Steinman
- 2008 Victor R. Ambros, David C. Baulcombe, Gary B. Ruvkun
- 2009 John Gurdon, Yamanaka Shin'ya [1]
- 2010 Douglas L. Coleman, Jeffrey M. Friedman
- 2011 Franz-Ulrich Hartl, Arthur L. Horwich
- 2012 Michael Sheetz, James Spudich, Ronald Vale
- 2013 Richard H. Scheller, Thomas C. Südhof[2]
- 2014 Kazutoshi Mori, Peter Walter